# 페르난도 발베르드

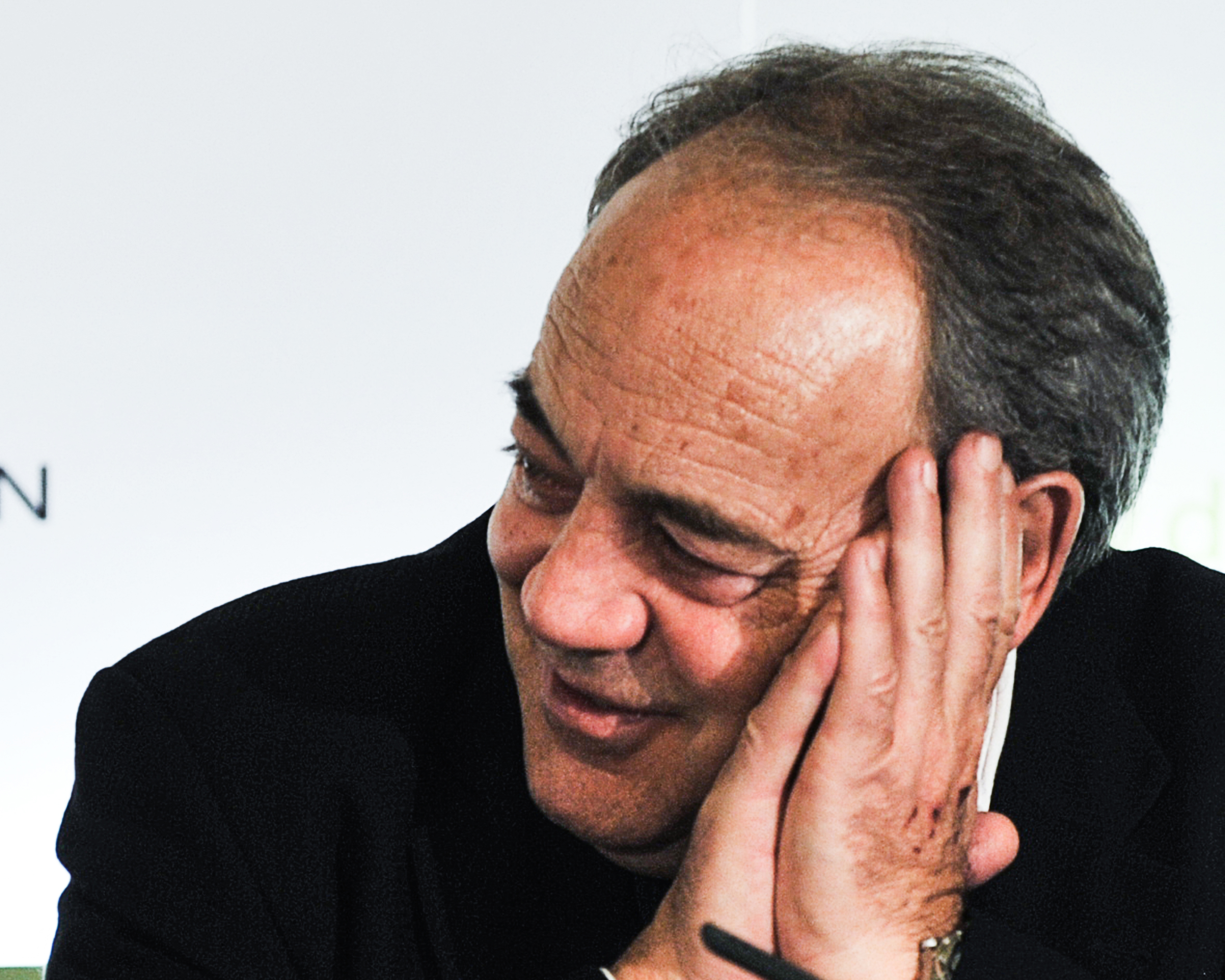

페르난도 발베르드(Tito Valverde, 1951년 4월 26일 ~ )는 스페인의 배우이다.
아빌라에서 태어났다.

## 영화
- 15 이어스 앤 원 데이 (2013년)
- 퀸즈 (2005년)
- 리빙 잇 업 (2000년)
- 왜 섹스를 사랑이라고 말하나 (1992년)
- 나비의 날개 (1991년)